# الکساندرا دالگرو
 الکساندرا دالگرو (انگلیسی: Alexandra Dulgheru؛ زادهٔ ۳۰ مهٔ ۱۹۸۹) یک تنیس‌باز اهل رومانی است.